# Консульская легализация
Консульская легализация — это один из способов легализации документов при внешнеэкономической деятельности. Аналогичен апостилю. В отличие от апостиля применяется при документообороте с организациями, происходящими из стран, не являющихся участницами Гаагской конвенции об отмене требований легализации иностранных официальных документов (подписана 5 октября 1961 года). По сравнению с апостилем, является более сложной двусторонней процедурой.

## Этапы легализации
Консульская легализация — сложная многоступенчатая процедура, направленная на то, чтобы подтвердить, что исходящий документ, направленный за границу, соответствует законам страны, государственные органы которой выдали или составили данный документ. Легализация заключается в поэтапном заверении подписи должностного лица и печати организации, к которой относится это должностное лицо, в соответствии со структурой административного аппарата. Так, каждый российский документ, подлежащий легализации, должен пройти:
1. удостоверение у нотариуса (вместе с переводом и удостоверением подписи переводчика),
2. удостоверение подписи нотариуса Министерством юстиции Российской Федерации,
3. удостоверение печати Минюста и подписи уполномоченного должностного лица в Консульском департаменте МИД РФ,
4. последующее удостоверение в консульстве государства, принимающего исходящий документ.

В других странах процедура в целом сходная, и может отличаться лишь деталями. Так, в Канаде, не являющейся стороной Гаагской конвенции, документ, прежде чем он может быть направлен за рубеж, проходит следующие этапы:
1. удостоверение у нотариуса (вместе с переводом и удостоверением подписи переводчика),
2. удостоверение подписи нотариуса и должностного лица Министерством иностранных дел Канады (Foreign Affairs, Trade & Development Canada),
3. последующее удостоверение в консульстве государства, принимающего исходящий документ.

## Случаи, когда не требуется консульская легализация документа
1. Если организация, куда направляется документ, не требует легализации документа;
2. Если страна, принимающая пакет документов, является участником Гаагской конвенции 1961 года;
3. Если документ относится к виду документов, не подлежащих легализации (некоторые документы, связанные с коммерческими или таможенными операциями: таможенные декларации, соглашения о поставке товаров и предоставлении услуг, выполнении различных работ и расчетов, счета, документы о перемещении товаров через границу и т. д., документы, противоречащие законодательству России или способные своим содержанием нанести ущерб интересам Российской Федерации). Согласно законодательству Российской Федерации не подлежат легализации выданные РФ общегражданские и заграничные паспорта и/или их нотариальные копии.